# Atanazy (Kykkotis)
Atanazy, imię świeckie Atanasios Kykkotis (ur. 1958 w Morfu) – cypryjski duchowny prawosławny w jurysdykcji Patriarchatu Aleksandrii, od 2009 metropolita cyrenejski.

## Życiorys
Święcenia diakonatu przyjął 15 sierpnia 1976, a prezbiteratu 18 marca 1984. 28 listopada 1999 otrzymał chirotonię biskupią.
W czerwcu 2016 r. uczestniczył w Soborze Wszechprawosławnym na Krecie.